# Olympische Sommerspiele 1928/Ringen
Bei den IX. Olympischen Sommerspielen 1928 in Amsterdam fanden 13 Wettbewerbe im Ringen statt, davon sieben im Freistil und sechs im griechisch-römischen Stil. Austragungsort war das Krachtsportgebouw, eine von Jan Wills erbaute temporäre Halle neben dem Olympiastadion.

## Bilanz

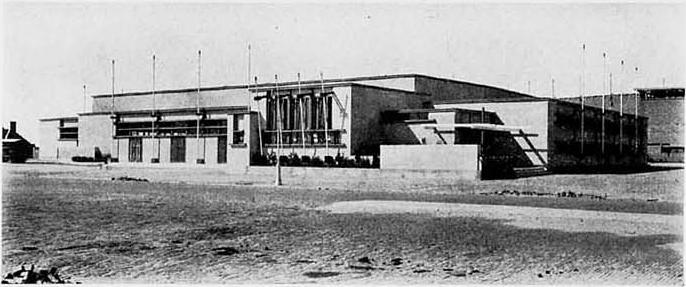
Krachtsportgebouw

### Medaillenspiegel
| Platz | Land               | Gold | Silber | Bronze | Gesamt |
| ----- | ------------------ | ---- | ------ | ------ | ------ |
| 1     | Finnland           | 3    | 3      | 3      | 9      |
| 2     | Schweden           | 3    | 1      | –      | 4      |
| 3     | Estland            | 2    | –      | 1      | 3      |
| 4     | Deutsches Reich    | 1    | 2      | 1      | 4      |
| 5     | Schweiz            | 1    | 1      | 1      | 3      |
| 6     | Ungarn             | 1    | 1      | –      | 2      |
| 6     | Vereinigte Staaten | 1    | 1      | –      | 2      |
| 8     | Ägypten            | 1    | –      | –      | 1      |
| 9     | Frankreich         | –    | 1      | 2      | 3      |
| 9     | Kanada             | –    | 1      | 2      | 3      |
| 11    | Belgien            | –    | 1      | –      | 1      |
| 11    | Tschechoslowakei   | –    | 1      | –      | 1      |
| 13    | Königreich Italien | –    | –      | 2      | 2      |
| 14    | Großbritannien     | –    | –      | 1      | 1      |

### Medaillengewinner
| Konkurrenz        | Gold            | Silber             | Bronze             |
| ----------------- | --------------- | ------------------ | ------------------ |
| Bantamgewicht     | Kaarlo Mäkinen  | Edmond Spapen      | James Trifunov     |
| Federgewicht      | Allie Morrison  | Kustaa Pihlajamäki | Hans Minder        |
| Leichtgewicht     | Osvald Käpp     | Charles Pacôme     | Eino Aukusti Leino |
| Weltergewicht     | Arvo Haavisto   | Lloyd Appleton     | Maurice Letchford  |
| Mittelgewicht     | Ernst Kyburz    | Donald Stockton    | Samuel Rabin       |
| Halbschwergewicht | Thure Sjöstedt  | Arnold Bögli       | Henri Lefèbvre     |
| Schwergewicht     | Johan Richthoff | Aukusti Sihvola    | Edmond Dame        |

| Konkurrenz        | Gold             | Silber          | Bronze            |
| ----------------- | ---------------- | --------------- | ----------------- |
| Bantamgewicht     | Kurt Leucht      | Jindřich Maudr  | Giovanni Gozzi    |
| Federgewicht      | Voldemar Väli    | Erik Malmberg   | Gerolamo Quaglia  |
| Leichtgewicht     | Lajos Keresztes  | Eduard Sperling | Edvard Vesterlund |
| Mittelgewicht     | Väinö Kokkinen   | László Papp     | Albert Kusnets    |
| Halbschwergewicht | Ibrahim Moustafa | Adolf Rieger    | Onni Pellinen     |
| Schwergewicht     | Rudolf Svensson  | Hjalmar Nyström | Georg Gehring     |

## Ergebnisse Freistil

### Bantamgewicht (bis 56 kg)
| Platz | Land | Sportler       |
| ----- | ---- | -------------- |
| 1     | FIN  | Kaarlo Mäkinen |
| 2     | BEL  | Edmond Spapen  |
| 3     | CAN  | James Trifunov |
| 4     | GBR  | Harold Sansum  |
| 5     | USA  | Robert Hewitt  |
| 6     | SUI  | Amedée Piguet  |
| 7     | AUS  | Arthur Ford    |
| 7     | FRA  | Michel Rozan   |

Datum: 30. Juli bis 1. August 1928 

8 Teilnehmer aus 8 Ländern

### Federgewicht (bis 61 kg)
| Platz | Land | Sportler           |
| ----- | ---- | ------------------ |
| 1     | USA  | Allie Morrison     |
| 2     | FIN  | Kustaa Pihlajamäki |
| 3     | SUI  | Hans Minder        |
| 4     | FRA  | René Rottenfluc    |
| 5     | BEL  | Petrus Bressinck   |
| 6     | CAN  | Daniel MacDonald   |
| 7     | GBR  | Henry Angus        |
| 7     | NOR  | Arthur Nord        |
| 9     | EST  | Eduard Pütsep      |

Datum: 30. Juli bis 1. August 1928 

9 Teilnehmer aus 9 Ländern

### Leichtgewicht (bis 66 kg)
| Platz | Land | Sportler           |
| ----- | ---- | ------------------ |
| 1     | EST  | Osvald Käpp        |
| 2     | FRA  | Charles Pacôme     |
| 3     | FIN  | Eino Aukusti Leino |
| 4     | NOR  | Birger Nilsen      |
| 5     | DEN  | Carlo Jørgensen    |
| 6     | USA  | Clarence Berryman  |
| 7     | SUI  | Hans Mollet        |
| 8     | JPN  | Ichirō Shinmen     |
| 8     | BEL  | Jean Smet          |
| 10    | GBR  | George MacKenzie   |
| 10    | SWE  | Nils Malmberg      |

Datum: 30. Juli bis 1. August 1928 

11 Teilnehmer aus 11 Ländern

### Weltergewicht (bis 72 kg)
| Platz | Land | Sportler          |
| ----- | ---- | ----------------- |
| 1     | FIN  | Arvo Haavisto     |
| 2     | USA  | Lloyd Appleton    |
| 3     | CAN  | Maurice Letchford |
| 4     | FRA  | Jean Jourlin      |
| 5     | GBR  | Robert Cook       |
| 5     | AUS  | Harry Morris      |
| 7     | SUI  | Fritz Käsermann   |
| 7     | EST  | Alfred Praks      |
| 7     | BEL  | Hyacinthe Roosen  |
| 10    | DEN  | Johannes Jacobsen |
| 10    | GRE  | Theofilos Tomazos |

Datum: 30. Juli bis 1. August 1928 

11 Teilnehmer aus 11 Ländern

### Mittelgewicht (bis 79 kg)
| Platz | Land | Sportler             |
| ----- | ---- | -------------------- |
| 1     | SUI  | Ernst Kyburz         |
| 2     | CAN  | Donald Stockton      |
| 3     | GBR  | Samuel Rabin         |
| 4     | USA  | Ralph Hammonds       |
| 4     | RSA  | Anton Praeg          |
| 6     | AUS  | Thomas Bolger        |
| 7     | FIN  | Vilho Pekkala        |
| 8     | FRA  | Henri Deniel         |
| 8     | BEL  | Louis van der Herten |

Datum: 30. Juli bis 1. August 1928 

9 Teilnehmer aus 9 Ländern

### Halbschwergewicht (bis 87 kg)
| Platz | Land | Sportler           |
| ----- | ---- | ------------------ |
| 1     | SWE  | Thure Sjöstedt     |
| 2     | SUI  | Arnold Bögli       |
| 3     | FRA  | Henri Lefèbvre     |
| 4     | USA  | Heywood Edwards    |
| 5     | BEL  | Jacques Van Assche |
| 6     | FIN  | Edil Rosenqvist    |
| 6     | GBR  | Bernard Rowe       |

Datum: 30. Juli bis 1. August 1928 

7 Teilnehmer aus 7 Ländern

### Schwergewicht (über 87 kg)
| Platz | Land | Sportler        |
| ----- | ---- | --------------- |
| 1     | SWE  | Johan Richthoff |
| 2     | FIN  | Aukusti Sihvola |
| 3     | FRA  | Edmond Dame     |
| 4     | USA  | Ed Don George   |
| 5     | SUI  | Henri Wernli    |
| 6     | BEL  | Léon Charlier   |
| 6     | CAN  | Earl McCready   |

Datum: 30. Juli bis 1. August 1928 

7 Teilnehmer aus 7 Ländern

## Ergebnisse griechisch-römischer Stil

### Bantamgewicht (bis 58 kg)
| Platz | Land | Sportler        |
| ----- | ---- | --------------- |
| 1     | GER  | Kurt Leucht     |
| 2     | TCH  | Jindřich Maudr  |
| 3     | ITA  | Giovanni Gozzi  |
| 4     | SWE  | Oscar Lindelöf  |
| 5     | HUN  | Ödön Zombori    |
| 6     | EST  | Eduard Pütsep   |
| 7     | FIN  | Anselm Ahlfors  |
| 7     | DEN  | Herman Andersen |

Datum: 2. bis 4. August 1928 

19 Teilnehmer aus 19 Ländern

### Federgewicht (bis 62 kg)
| Platz | Land | Sportler            |
| ----- | ---- | ------------------- |
| 1     | EST  | Voldemar Väli       |
| 2     | SWE  | Erik Malmberg       |
| 3     | ITA  | Gerolamo Quaglia    |
| 4     | HUN  | Károly Kárpáti      |
| 5     | GER  | Ernst Steinig       |
| 6     | TUR  | Saim Arıkan         |
| 6     | DEN  | Aage Meyer          |
| 6     | FIN  | Aleksanteri Toivola |

Datum: 2. bis 5. August 1928 

20 Teilnehmer aus 20 Ländern

### Leichtgewicht (bis 67,5 kg)
| Platz | Land | Sportler          |
| ----- | ---- | ----------------- |
| 1     | HUN  | Lajos Keresztes   |
| 2     | GER  | Eduard Sperling   |
| 3     | FIN  | Edvard Vesterlund |
| 4     | TUR  | Tayyar Yalaz      |
| 5     | TCH  | Vladimír Vávra    |
| 6     | NED  | Walter Massop     |
| 7     | POL  | Ryszard Błażyca   |
| 7     | BEL  | Frits Janssens    |

Datum: 2. bis 5. August 1928 

20 Teilnehmer aus 20 Ländern

### Mittelgewicht (bis 75 kg)
| Platz | Land | Sportler          |
| ----- | ---- | ----------------- |
| 1     | FIN  | Väinö Kokkinen    |
| 2     | HUN  | László Papp       |
| 3     | EST  | Albert Kusnets    |
| 4     | DEN  | Johannes Jacobsen |
| 5     | BEL  | Jean Saenen       |
| 6     | TCH  | František Hala    |
| 7     | ITA  | Enrico Bonassin   |
| 7     | TUR  | Nurettin Baytorun |

Datum: 2. bis 5. August 1928 

17 Teilnehmer aus 17 Ländern

### Halbschwergewicht (bis 82,5 kg)
| Platz | Land | Sportler         |
| ----- | ---- | ---------------- |
| 1     | EGY  | Ibrahim Moustafa |
| 2     | GER  | Adolf Rieger     |
| 3     | FIN  | Onni Pellinen    |
| 4     | BEL  | Nicolas Appels   |
| 5     | DEN  | Ejnar Hansen     |
| 5     | HUN  | Imre Szalay      |
| 7     | EST  | Otto Pohla       |

Datum: 2. bis 5. August 1928 

17 Teilnehmer aus 17 Ländern

### Schwergewicht (über 82,5 kg)
| Platz | Land | Sportler                |
| ----- | ---- | ----------------------- |
| 1     | SWE  | Rudolf Svensson         |
| 2     | FIN  | Hjalmar Nyström         |
| 3     | GER  | Georg Gehring           |
| 4     | AUT  | Eugen Wiesberger senior |
| 5     | TCH  | Josef Urban             |
| 6     | HUN  | Raymund Badó            |
| 7     | TUR  | Mehmet Çoban            |
| 7     | ITA  | Aleardo Donati          |

Datum: 2. bis 5. August 1928 

15 Teilnehmer aus 15 Ländern